# Fastlane (2016)
Fastlane (2016) było galą profesjonalnego wrestlingu wyprodukowaną przez federację WWE, którą emitowano w systemie pay-per-view (PPV) i na WWE Network. Odbyła się ona 21 lutego w Quicken Loans Arena w Cleveland, Ohio. Była to druga gala w chronologii Fastlane.
Na gali odbyło się osiem walk (w tym jedna na pre-show). W walce wieczoru Roman Reigns pokonał Brocka Lesnara i Deana Ambrose'a w triple threat matchu stając się 1. pretendentem do walki z Triple H'em o WWE World Heavyweight Championship na WrestleManii 32. Na gali odbył się również segment "The Cutting Edge Peep Show" z Edgem i Christianem.

## Produkcja

### Przygotowania
Fastlane oferowało walki profesjonalnego wrestlingu z udziałem różnych wrestlerów z istniejących oskryptowanych rywalizacji i storyline'ów, które są kreowane na głównych tygodniówkach WWE, Raw i SmackDown. Wrestlerzy byli przedstawiani jako heele (negatywni, źli zawodnicy i najczęściej wrogowie publiki) i face'owie (pozytywni, dobrzy i najczęściej ulubieńcy publiki), gdzie rywalizowali pomiędzy sobą w seriach walk mających w budować napięcie, kulminując w decydującą walkę wrestlerską lub ich serię.

### Rywalizacje
Na Royal Rumble, Triple H wygrał Royal Rumble match, eliminując jako ostatniego Deana Ambrose'a i zdobywając WWE World Heavyweight Championship. Następnej nocy na Raw, Stephanie McMahon ogłosiła, że na Fastlane odbędzie się Triple Threat match pomiędzy Ambrosem, poprzednim mistrzem Romanem Reignsem oraz Brockiem Lesnarem, gdzie zwycięzca zawalczy z Triple H'em na WrestleManii 32 o mistrzostwo.
Na Royal Rumble, Kalisto pokonał Alberto Del Rio odzyskując WWE United States Championship. 1 lutego na Raw ogłoszono, że Kalisto będzie bronił tytułu w rewanżu przeciwko Del Rio na Fastlane. 15 lutego na Raw zostało ogłoszone, że walka odbędzie się podczas pre-show Fastlane. Później na Raw, Del Rio wyzwał Kalisto do two-out-of-three falls matchu, co mistrz zaakceptował.
1 lutego na Raw, Brie Bella pokonała Charlotte w non-title matchu. 8 lutego na Raw zostało ogłoszone, że Charlotte będzie broniła tytułu przeciwko Brie na gali.
1 lutego na Raw, Sasha Banks pokonała Becky Lynch przez dyskwalifikację po tym jak Naomi i Tamina zaatakowały Banks. Po walce, Lynch obronił Banks od kolejnego ataku. Tydzień później na Raw zostało ogłoszone, że Banks i Lynch zmierzą się z Naomi i Taminą na gali.
15 lutego na Raw, Kevin Owens wygrał fatal five-way match o WWE Intercontinental Championship, pokonując Tylera Breeze'a, Dolpha Zigglera, Stardusta i poprzedniego mistrza Deana Ambrose'a, zdobywając mistrzostwo po raz drugi w karierze. Tego samego dnia, Ziggler skonfrontował się z Owensem podczas wywiadu i wyzwał Owensa do walki o tytuł na Fastlane. Pomimo braku akceptacji ze strony mistrza, walka została potwierdzona do karty.
15 lutego na Raw zostało ogłoszone, że Edge i Christian będą hostami segmentu The Cutting Edge Peep Show, a ich gośćmi będzie The New Day.
25 stycznia na Raw, Bray Wyatt pokonał Kane'a. Po walce, The Wyatt Family dołączyło się do ataku na Kane. 1 lutego na Raw, Big Show pokonał Ericka Rowana. Po walce, Wyatt Family zaatakowało Big Showa. Tydzień później na Raw, Wyatt pokonał Rybacka. Tak samo jak w poprzednich przypadkach, Wyatt Family zaatakowało kolejny raz. 15 lutego na Raw, Big Show pokonał Brauna Strowmana przez dyskwalifikację, kiedy to Wyatt Family zaatakowało Big Showa. Po walce, Ryback i Kane asystowali Big Showowi i nie pozwolili na kolejne ataki ze strony rodziny Wyatta. Dzień później na WWE.com zostało poinformowane, że Ryback, Big Show i Kane zawalczą z Lukiem Harperem, Rowanem i Strowmanem w Six-man tag team matchu na gali.
Na Royal Rumble, AJ Styles powrócił do WWE w Royal Rumble matchu. 25 stycznia na Raw, Styles pokonał Chrisa Jericho. 11 lutego na SmackDown, Jericho pokonał Stylesa. 15 lutego na Raw po tym, jak Styles pokonał The Miza, Styles wyzwał Jericho do ich trzeciej walki na Fastlane. Pomimo początkowej odmowy, 18 lutego na SmackDown Jericho zgodził się na walkę.

## Wyniki walk
| Nr                                                                   | Wyniki | Stypulacje                                                                          | Czas  |
| -------------------------------------------------------------------- | --- | ----------------------------------------------------------------------------------- | ----- |
| 1P                                                                   | Kalisto (c) pokonał Alberto Del Rio z wynikiem 2-1                                                                   | Two-out-of-three falls match o WWE United States Championship                       | 15:12 |
| 2                                                                    | Becky Lynch i Sasha Banks pokonały Team B.A.D. (Naomi i Taminę) przez submission                                     | Tag team match                                                                      | 09:50 |
| 3                                                                    | Kevin Owens (c) pokonał Dolpha Zigglera                                                                              | Singles match o WWE Intercontinental Championship                                   | 15:10 |
| 4                                                                    | Big Show, Kane i Ryback pokonali The Wyatt Family (Luke'a Harpera, Ericka Rowana i Brauna Strowmana) (w/ Bray Wyatt) | Six-man tag team match                                                              | 10:37 |
| 5                                                                    | Charlotte (c) (w/ Ric Flair) pokonała Brie Bellę przez submission                                                    | Singles match o WWE Divas Championship                                              | 12:26 |
| 6                                                                    | AJ Styles pokonał Chrisa Jericho przez submission                                                                    | Singles match                                                                       | 16:20 |
| 7                                                                    | Curtis Axel (w/ Heath Slater, Adam Rose i Bo Dallas) pokonał R-Trutha                                                | Singles match                                                                       | 2:23  |
| 8                                                                    | Roman Reigns pokonał Deana Ambrose'a i Brocka Lesnara (w/ Paul Heyman)                                               | Triple threat match o walkę o WWE World Heavyweight Championship na WrestleManii 32 | 16:04 |
| (c) – mistrz/mistrzyni przed walkąP – walka miała miejsce w pre-show | |                                                                                     |       |